# Верхняцький цукровий завод
ВАТ «Верхняцький цукровий завод»  — непрацююче підприємство харчової промисловості України, зайняте у галузі переробки цукрового буряка та виробництва цукру. Розташоване в смт. Верхнячці Христинівського району Черкаської області. Виробництво на підприємстві припинено 2008 року.

## Історія
У 1845 році у селі Верхнячка Уманського повіту Київської губернії закладена цукроварня, першим власником якої був поміщик Флоріан Ясинський.
Спочатку на підприємстві використовувалася тільки ручна праця, а вже у 1859 році запрацював паровий двигун.
У 1880 році власником заводу став австрійський підданий Дітріх. Тривалість робочого дня на заводі до революції становила 12 годин.
У лютому 1918 року у Верхнячці була створена Рада робітничих і солдатських депутатів, але вже на початку березня того ж року село зайняли австрійські та німецькі війська, які залишалися тут до листопада 1918 року. Надалі селище опинилося в зоні бойових дій "громадянської війни".
У січні 1920 року в селі встановлена радянська влада, а цукровий завод був націоналізований.
За сезон цукроваріння 1922—1923 років завод виробив 167,6 тис. пудів цукру.
У 1925 році підприємство виробило 6600 тонн цукру-піску та 1620 тонн кормової патоки.
У 1940 році цукровий завод став одним з учасників Всесоюзної сільськогосподарської виставки.
З початком німецько-радянської війни та наближенням лінії фронту у липні 1941 року основне обладнання цукрового заводу було евакуйовано. 31 липня 1941 року Верхнячка була зайнята німецькими військами, а в листопаді того ж року в селі розпочала діяти радянська підпільна група, яку очолював хімік цукрового заводу П. Г. Теличенко, його помічником був електрик заводу М. А. Скоробрещук.
9 березня 1944 року Верхнячку деокуповано частинами 206-ї стрілецької дивізії 27-ї армії. У період німецької окупації завод серйозно постраждав (загальна сума завданих збитків склала 10 млн. карбованців), а місцевий колгосп, що забезпечував його цукровим буряком, був зруйнований.
У 1951 році на відновленому заводі була введена в експлуатацію парова турбіна з електрогенератором, після чого більшість обладнання було електрифіковано.
У 1962 році був запущений сокоочисний цех, у виробничому цеху встановили 9 автоматичних центрифуг з програмним управлінням, замінили фільтри.
У 1966 році за досягнення в раціоналізаторській діяльності бригадиру слюсарів заводу С. В. Забродському було присвоєно звання Героя Соціалістичної Праці, а ще десять працівників заводу нагороджені орденами і медалями.
У сезон цукроваріння 1970—1971 років завод переробив 332,72 тис. тонн сировини і виробив 483,6 тис. центнерів цукру-піску. Тоді чисельність працівників заводу становила 1200 осіб.
За радянських часів завод входив до числа найбільших підприємств селища та району.
Після проголошення незалежності України державне підприємство у рамках приватизації було перетворено у відкрите акціонерне товариство. У червні 1999 року Кабінет міністрів України передав завод у комунальну власність Черкаської області.
На початку 2000-х років підприємство входило до складу холдингу ТОВ «Українська продовольча компанія». У 2008 році завод був визнаний банкрутом і припинив функціонування. Власність підприємства передана в комунальну власність Верхняцької селищної ради.

## Діяльність

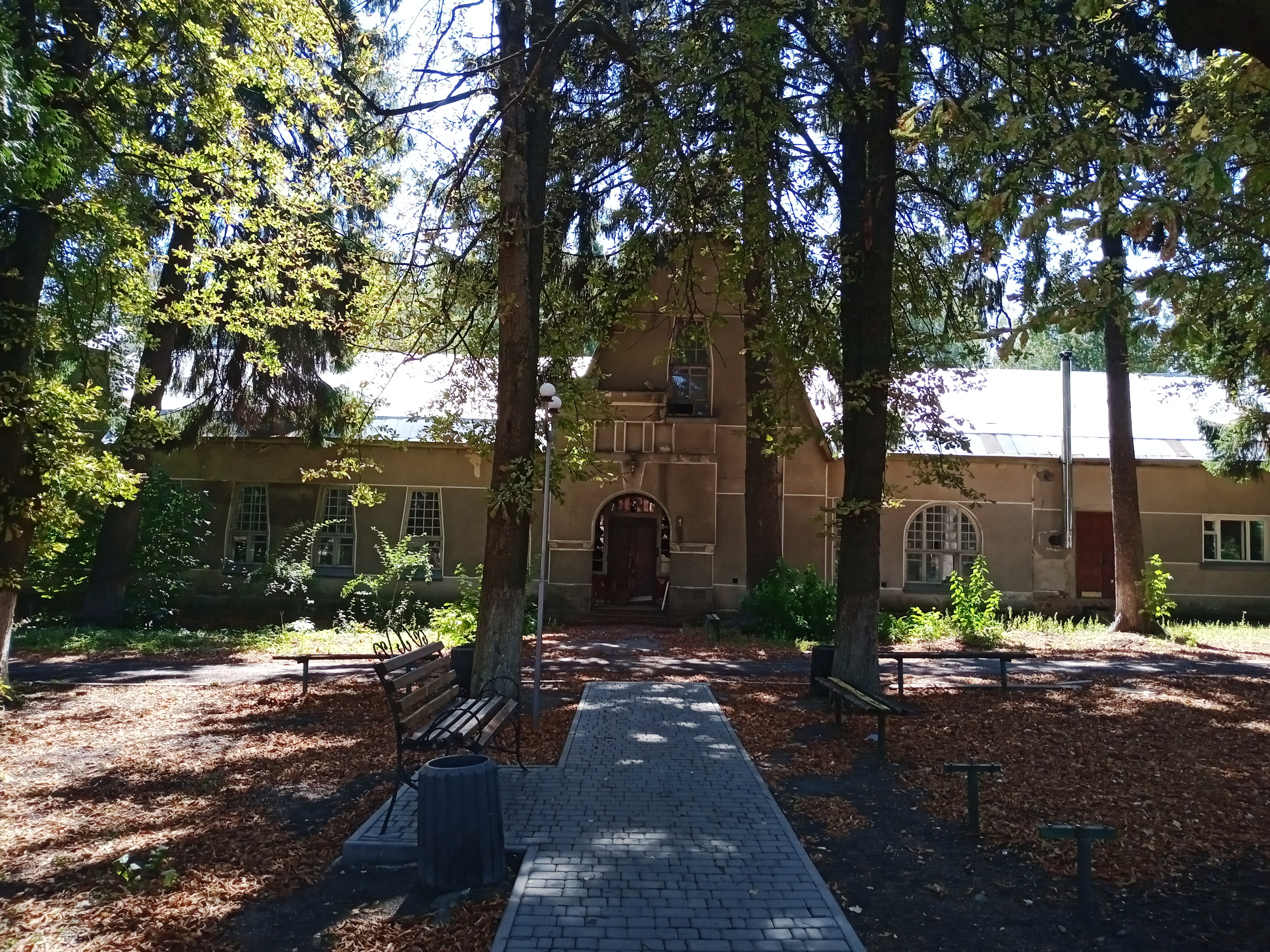
Будівля адміністрації заводу

Завод мав власну ТЕЦ, яка окрім виробничих потужностей забезпечувала тепловою та електроенергією цілий мікрорайон селища. Підприємство було під'єднане до загальної залізничної мережі.
Площа території під заводом становила 150 гектарів, у тому числі 73 гектари — очисні споруди. Зона бурякосіяння в останні роки роботи заводу — більше 5 000 гектарів. Площа адміністративних приміщень — 1,3 тис. м², виробничих — 1,3 тис. м².
Верхняцький цукровий завод — найстаріше та одне з найпотужніших підприємств галузі в регіоні. Сировинна база: західні райони Черкаської, південні Київської, східні Вінницької та північно-західні райони Кіровоградської областей. Цукор підприємства був відомий далеко за межами України. У 1980—1990-х роках планувалося відкриття цеху по виробництву цукру-рафінаду. Тривалий час підприємство працювало протягом цілого року через величезний об'єм сировини, яку інколи переробляли до лютого місяця наступного року. У літній період завод займався відбілюванням імпортованого з Куби тростинного цукру.
Протягом тривалого часу до структури підприємства входила Верхняцька дослідно-селекційна станція.
Центральний мікрорайон селища із багатоповерховою забудовою в народі отримав назву «Завод» саме завдяки розміщеному тут житлового масиву цукрового заводу.
100-метрова заводська димова труба залишається візитівкою Верхнячки. Нині використовується як вежа радіопідстанцій операторів мобільного зв'язку.